# Víctor Altamirano
Víctor Altamirano Romano (Ciudad de México, 23 de enero de 1991) es un artista marcial mixto mexicano que compite en la división de peso mosca, anteriormente en la Ultimate Fighting Championship. También ha sido campeón del Campeonato de Peso Mosca de Legacy Fighting Alliance (LFA).

## Carrera de artes marciales mixtas

### Legacy Fighting Alliance
En 2017, Víctor inició su carrera como profesional en la promoción Legacy Fighting Alliance con una victoria por sumisión.
Altamirano tuvo una oportunidad titular por el Campeonato de peso mosca de LFA, que estaba vacante debido a la salida del entonces poseedor Jimmy Flick de la promoción; su rival sería Nate Smith para el evento LFA 100 el 19 de febrero de 2021. Ganó la pelea por decisión unánime y convirtiéndose en nuevo campeón. No obstante, él también dejó vacante el título en julio debido a su salida de LFA, aunque llevándose un invicto de 9-0.

### Dana White's Contender Series
Altamirano participó en el episodio inicial de la quinta temporada del Dana White's Contender Series emitido el 31 de agosto de 2021. Se enfrentó a Carlos Candelario, a quien venció por decisión dividida, ganando un contrato con el UFC.

### Ultimate Fighting Championship
Hizo su debut promocional el 26 de febrero de 2022 ante Carlos Hernandez en el evento UFC Fight Night 202 con una derrota por decisión dividida.
Se tenía previsto que Altamirano enfrentara a Jake Hadley el 20 de agosto de 2022 en UFC 278, pero Hadley sufrió una lesión que lo dejó fuera del evento; Daniel Lacerda ocuparía su lugar en la cartelera. Altamirano ganó la pelea por nocaut técnico en el tercer asalto. Esto le valió el premio a la Actuación de la Noche.
Altamirano se enfrentó a Vinicius Salvador el 25 de marzo de 2023 en UFC on ESPN 43. Ganó la pelea por decisión unánime.
Altamirano, que estaba reemplazando a Allan Nascimento por razones desconocidas, se enfrentó a Tim Elliott el 3 de junio de 2023 en UFC on ESPN+46. Perdió la pelea por decisión unánime.
Altamirano se enfrentó a Felipe Dos Santos el 24 de febrero de 2024 en UFC Fight Night 237. Perdió la pelea por decisión dividida.
Altamirano se enfrentó a Daniel Barez el 28 de septiembre de 2024 en UFC Fight Night 243. Perdió la pelea por decisión unánime y tras este resultado, fue liberado de la promoción.

## Campeonatos y logros
- Ultimate Fighting Championship
  - Actuación de la Noche (una vez) vs. Daniel Lacerda

- Legacy Fighting Alliance
  - Campeonato de Peso Mosca de LFA (una vez)

## Récord en artes marciales mixtas
| Récord profesional | Récord profesional | Récord profesional |
| 17 peleas          | 12 victorias       | 5 derrotas         |
| ------------------ | ------------------ | ------------------ |
| Nocaut             | 2                  | 0                  |
| Sumisión           | 4                  | 1                  |
| Decisión           | 6                  | 4                  |

| Resultado | Récord | Oponente          | Método                      | Evento                                   | Fecha                    | Ronda | Tiempo | Localización         | Notas                                                                                         |
| --------- | ------ | ----------------- | --------------------------- | ---------------------------------------- | ------------------------ | ----- | ------ | -------------------- | --------------------------------------------------------------------------------------------- |
| Derrota   | 12–5   | Daniel Barez      | Decisión (unánime)          | UFC Fight Night: Moicano vs. Saint Denis | 28 de septiembre de 2024 | 3     | 5:00   | París                |                                                                                               |
| Derrota   | 12–4   | Felipe Dos Santos | Decisión (dividida)         | UFC Fight Night: Moreno vs. Royval 2     | 24 de febrero de 2024    | 3     | 5:00   | Ciudad de México     |                                                                                               |
| Derrota   | 12–3   | Tim Elliott       | Decisión (unánime)          | UFC on ESPN: Kara-France vs. Albazi      | 3 de junio de 2023       | 3     | 5:00   | Las Vegas, Nevada    |                                                                                               |
| Victoria  | 12–2   | Vinicius Salvador | Decisión (unánime)          | UFC on ESPN: Vera vs. Sandhagen          | 25 de marzo de 2023      | 3     | 5:00   | San Antonio, Texas   |                                                                                               |
| Victoria  | 11–2   | Daniel Lacerda    | TKO (golpes)                | UFC 278                                  | 20 de agosto de 2022     | 1     | 3:39   | Salt Lake City, Utah | Actuación de la Noche.                                                                        |
| Derrota   | 10–2   | Carlos Hernandez  | Decisión (dividida)         | UFC Fight Night: Makhachev vs. Green     | 26 de febrero de 2022    | 3     | 5:00   | Las Vegas, Nevada    |                                                                                               |
| Victoria  | 10–1   | Carlos Candelario | Decisión (dividida)         | Dana White's Contender Series            | 31 de agosto de 2021     | 3     | 5:00   | Las Vegas, Nevada    |                                                                                               |
| Victoria  | 9–1    | Nate Smith        | Decisión (unánime)          | LFA 100                                  | 19 de febrero de 2021    | 3     | 5:00   | Park City, Kansas    | Ganó el vacante Campeonato de Peso Mosca de LFA. Dejó vacante el título cuando firmó con UFC. |
| Victoria  | 8–1    | Lloyd McKinney    | Sumisión (triangle choke)   | LFA 95                                   | 20 de noviembre de 2020  | 2     | 1:57   | Wichita, Kansas      |                                                                                               |
| Victoria  | 7–1    | Chris Ocon        | Decisión (dividida)         | LFA 83                                   | 6 de marzo de 2020       | 3     | 5:00   | Dallas, Texas        |                                                                                               |
| Derrota   | 6–1    | Jarred Brooks     | Sumisión (rear-naked choke) | Warrior Wednesday 8                      | 30 de octubre de 2019    | 2     | 4:19   | Southgate, Míchigan  |                                                                                               |
| Victoria  | 6–0    | Joao Camilo       | Decisión (unánime)          | LFA 73                                   | 2 de agosto de 2019      | 3     | 5:00   | Dallas, Texas        |                                                                                               |
| Victoria  | 5–0    | Marquis Smith     | TKO (golpes)                | LFA 62                                   | 22 de marzo de 2019      | 1     | 1:58   | Dallas, Texas        |                                                                                               |
| Victoria  | 4–0    | Roberto Rodriguez | Sumisión (brabo choke)      | LFA 55                                   | 30 de noviembre de 2018  | 2     | 3:56   | Dallas, Texas        |                                                                                               |
| Victoria  | 3–0    | Osiris Ayala      | Decisión (unánime)          | LFA 40                                   | 25 de mayo de 2018       | 3     | 5:00   | Dallas, Texas        |                                                                                               |
| Victoria  | 2–0    | Chris Salinas     | Sumisión (armbar)           | LFA 33                                   | 16 de febrero de 2018    | 1     | 4:59   | Dallas, Texas        |                                                                                               |
| Victoria  | 1–0    | Jesus Martinez    | Sumisión (heel hook)        | LFA 28                                   | 8 de diciembre de 2017   | 1     | 3:04   | Dallas, Texas        |                                                                                               |